# Aéroport d'Ilulissat
Pour les articles homonymes, voir JAV.
L'aéroport d'Ilulissat (groenlandais : Mittarfik Ilulissat, danois : Ilulissat Lufthavn) ; (code IATA : JAV • code OACI : BGJN)) est un petit aéroport international desservant la ville d'Ilulissat, au Groenland, et l'ensemble de la baie de Disko, le Nord et l'Ouest du Groenland. C'est le 59e plus grand aéroport des pays nordiques avec près de 83 000 passagers en 2012 et le deuxième aéroport construit au Groenland pour le voyage civil partiellement financé par l'UE (ex EC) des Fonds Structurels et du Fonds de Cohésion. Il est le troisième aéroport le plus fréquenté au Groenland, et de loin, l'un des plus fréquentés pour les vols internationaux en Groenland.
L'aéroport est situé au nord-est d'Ilulissat, à 3 kilomètres du centre-ville. Il a été construit en 1983, en remplacement de l'héliport.

## Situation

### Carte des aéroports du Groenland
| \| 50 km1:7 213 000 \| Aasiaat · Paamiut · Nerlerit Inaat Ittoqqortoormiit Nuuk · Narsarsuaq Ilulissat · Upernavik Qaanaaq Kangerlussuaq · Maniitsoq Sisimiut Thulé Kulusuk |
| 50 km1:7 213 000 |

## Compagnies aériennes et destinations
| Compagnies    | Destinations |
| ------------- | --- |
| Air Greenland | Aasiaat, Ilimanaq (en), Nuuk, Qaanaaq, Qaarsut (en), Qeqertaq (en), Saqqaq (en), Sisimiut, Upernavik En saison : Kangerlussuaq, Qasigiannguit (en), Qeqertarsuaq (en) |
| Icelandair    | En saison : Reykjavik-Keflavík |

Édité le 13/04/2025

## Photos

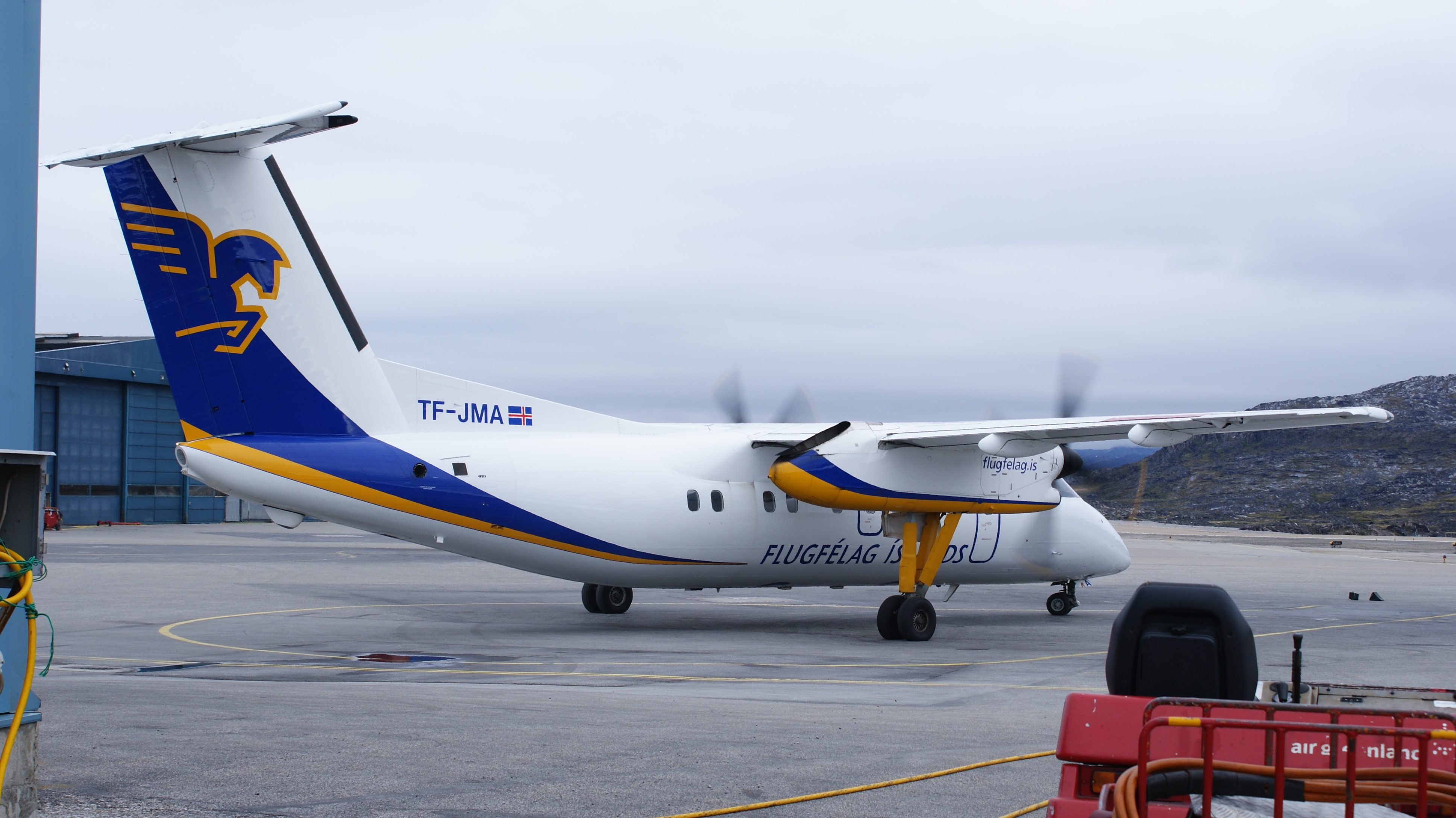
Air Islande, de Havilland Canada Dash-8, 106
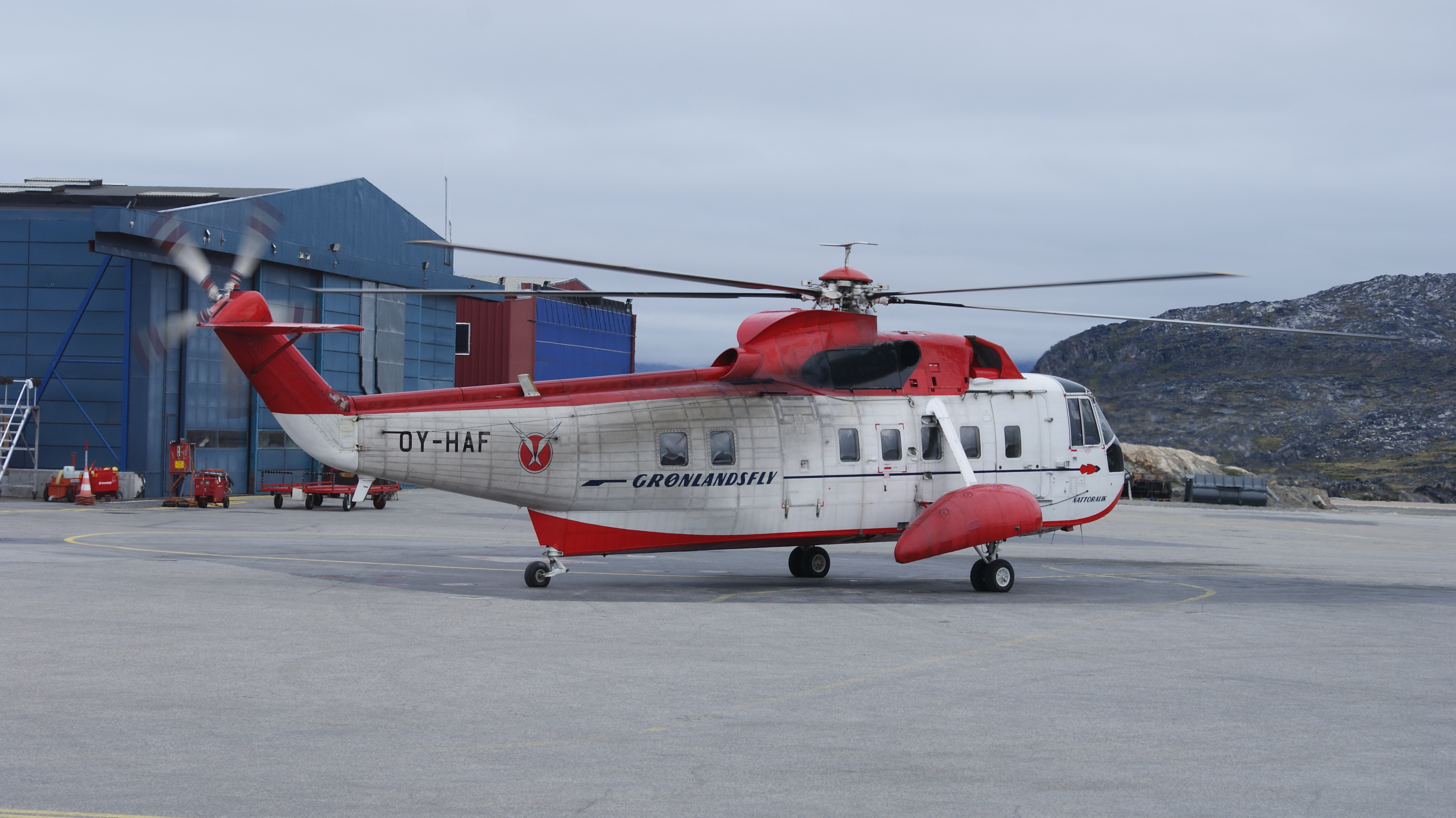
Air Groenland, Sikorsky S-61N
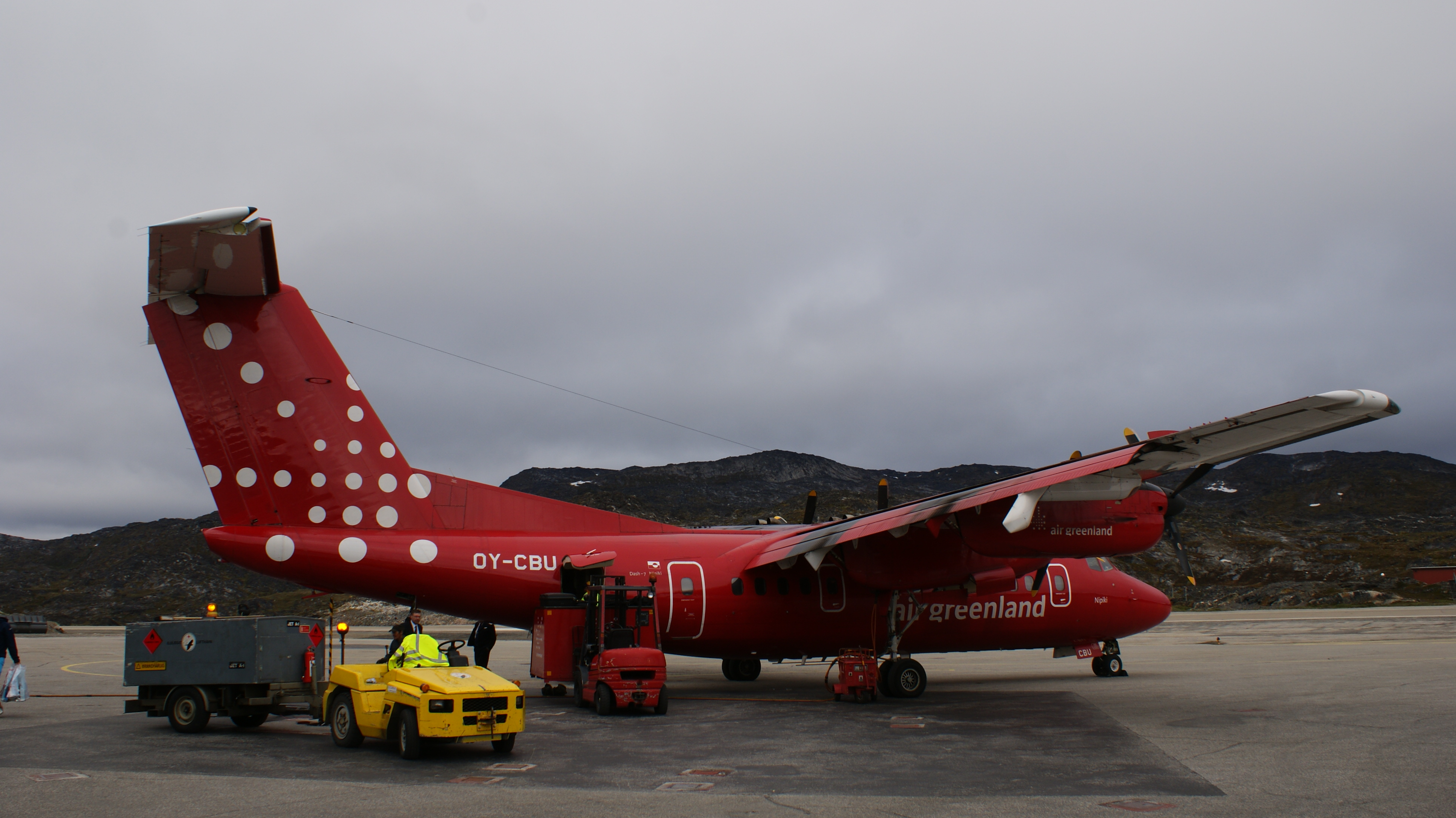
Air Groenland, de Havilland Canada Dash 7, "Nipiki"
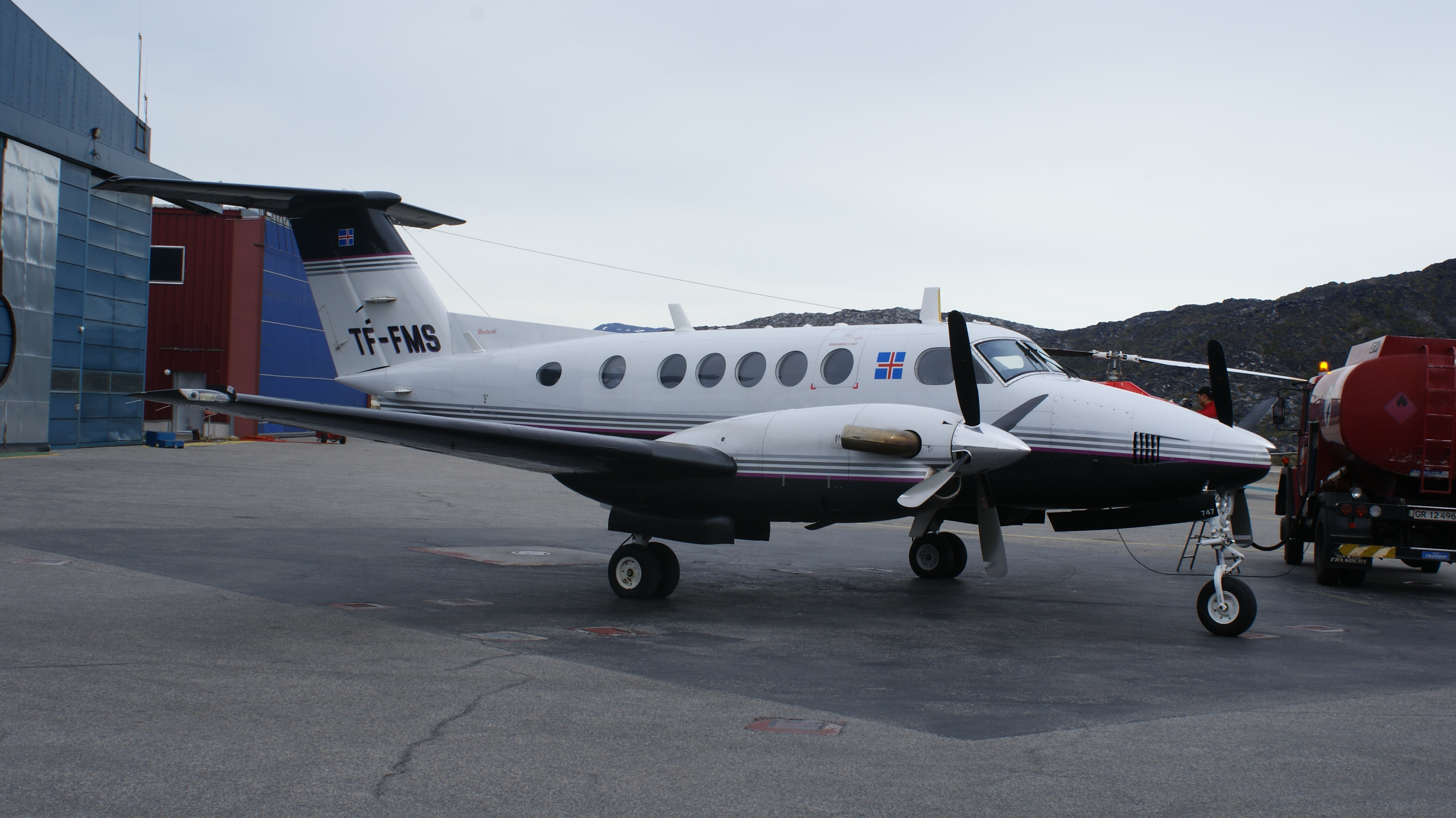
Beechcraft Super King Air B200 de l'Islandais Administration de l'Aviation Civile (Flugmálastjórn Íslands)
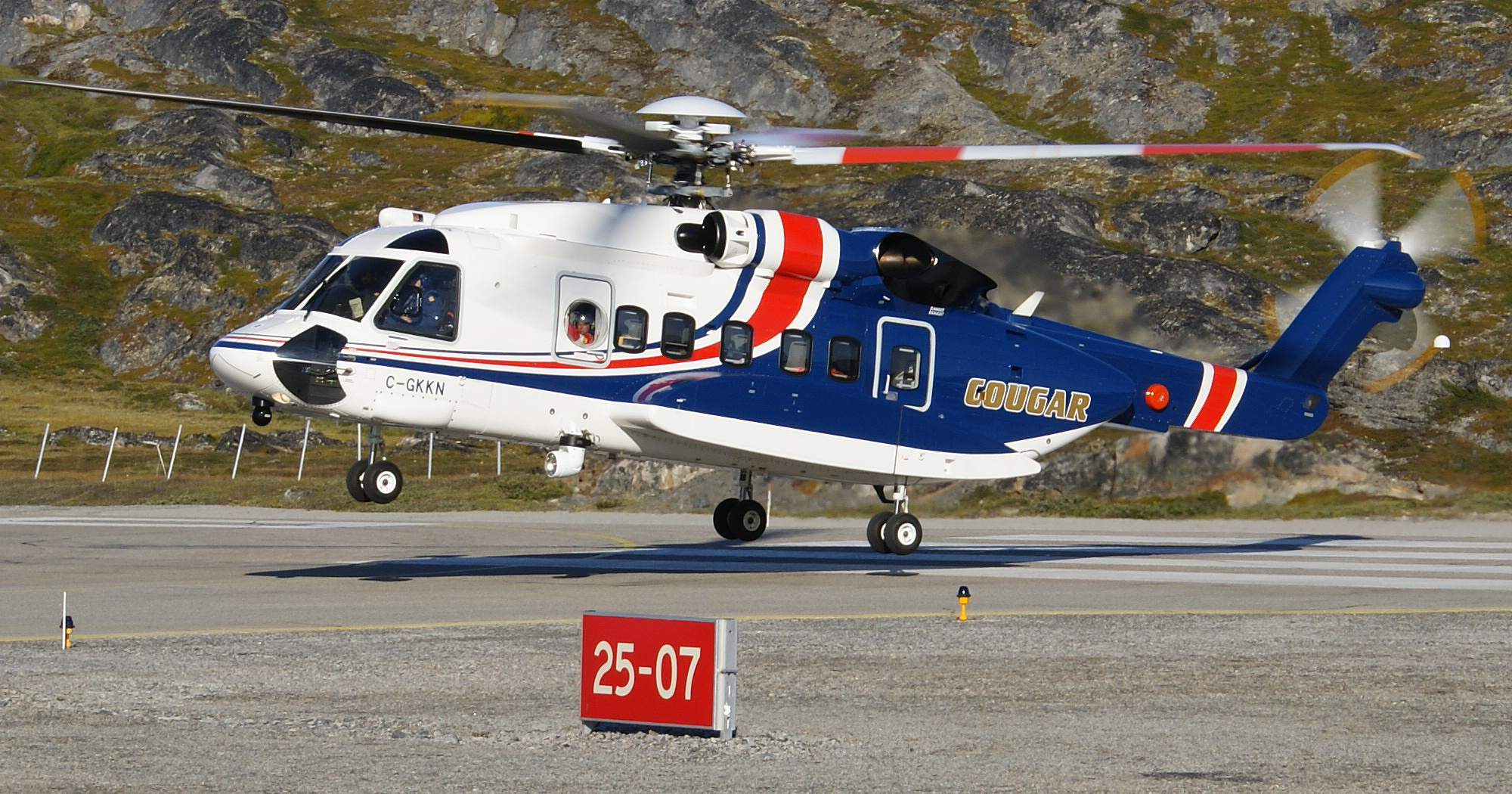
Cougar Hélicoptères Sikorsky S-92 atterrissage à l'Aéroport d'Ilulissat